# Калдарола
Калдаро̀ла (на италиански: Caldarola, на местен диалект Callaròla, Каларола) е село и община в Централна Италия, провинция Мачерата, регион Марке. Разположено е на 314 m надморска височина. Населението на общината е 1849 души (към 2010 г.).